# Maria Antonieta (pel·lícula de 2006)
Maria Antonieta (títol original en anglès Marie Antoinette) és un drama biogràfic de 2006 escrit i dirigit per Sofia Coppola. La història està basada en la vida de la reina Maria Antonieta, des de la seva arribada al Palau de Versalles fins a l'esclat de la revolució francesa. Va guanyar un Oscar al millor vestuari.

## Argument
Amb només catorze anys, Maria Antonieta (Kirsten Dunst) es veu obligada a abandonar el país on va créixer, Àustria, i casar-se amb el delfí del tron francès, Lluís XVI. En plena adolescència tots dos, el matrimoni no es consumarà durant set anys i Maria Antonieta haurà de fer front a les intrigues i pressions de palau perquè doni un hereu al seu marit.

## Repartiment
| Intèrpret          | Personatge                | Veu en català        |
| ------------------ | ------------------------- | -------------------- |
| Kirsten Dunst      | Maria Antonieta d'Àustria | Núria Trifol         |
| Jason Schwartzman  | Lluís XVI de França       | Óscar Muñoz          |
| Judy Davis         | Comtessa de Noailles      | Maria Jesús Lleonart |
| Rip Torn           | Lluís XV de França        | Joaquim Díaz         |
| Rose Byrne         | Duquessa de Polignac      | Victòria Pagès       |
| Asia Argento       | Comtessa de Barry         | Alícia Laorden       |
| Marianne Faithfull | Maria Teresa I d'Àustria  |                      |

## Premis i nominacions

### Premis
- Oscar al millor vestuari per Milena Canonero

### Nominacions
- BAFTA al millor vestuari
- BAFTA al millor maquillatge i perruqueria
- BAFTA al millor disseny de producció